# Tabànids
Els tabànids (Tabanidae) són una família de dípters braquícers de l'infraordre dels tabanomorfs conegut popularment com a tàvecs, taves/tàvens, tavans, tabals/tabaus o mosques de bou. Sovint es consideren plagues a causa de les mossegades que solen infligir. Tenen un vol molt sorollós. També són pol·linitzadors importants de les flors, especialment a Sud-àfrica.
Els tàvecs són cosmopolites, essent solament absents a algunes illes i a les latituds extremes del nord i del sud. Segons les darreres estimacions conté 156 gèneres i 4434 espècies.

## Taxonomia
S'han establert tres subfamílies majors:
- Chrysopsinae
- Pangoniinae
- Tabaninae

Zophina, gènere de classificació incerta, s'ha classificat a dins dels Pangoniinae.
Dos tipus ben coneguts són els tàvecs del gènere Tabanus Linnaeus, 1758 i el gènere Chrysops Meigen, 1802. Tots dos gèneres denominen les seves subfamílies.

## Primers registres històrics
Els registres més antics de la família Tabanidae daten del Cretaci inferior, amb l'exemplar més antic conegut, Eotabanoid, identificat a partir d'ales fossilitzades trobades al Berriasià (fa entre 145 i 140 milions d'anys) al Grup Purbeck d'Anglaterra.
Encara que una probòscide llarga s'associa sovint amb el comportament hematòfag, tenir unes peces bucals allargades no implica necessàriament una dieta basada en la sang; alguns insectes antics amb probòscide llarga podrien haver-se alimentat de nèctar en lloc de sang.
Els avantpassats dels tàvecs moderns podrien haver coevolucionat amb les angiospermes, utilitzant-les inicialment com a font d'aliment. Atès que les femelles dels tàvecs necessiten àpats rics en proteïnes per a la producció d'ous, és probable que la seva dieta primitiva fos depredadora, i que el comportament hematòfag evolucionés a partir d’aquesta estratègia alimentària ancestral.
A les restes fossilitzades de la Formació Santana al Brasil, no s'hi han trobat mamífers, cosa que suggereix que els tàvecs fòssils d'aquella zona probablement s'alimentaven de rèptils. Es creu que els primers hostes d’aquests insectes van ser animals de sang freda, i que posteriorment van començar a alimentar-se d’animals de sang calenta. Algunes espècies de dinosaures es postulen com a endotèrmiques, fet que les convertiria en possibles hostes primitius dels tàvecs.

## Distribució i hàbitat
Els tabànids es troben a tot el món, excepte a les regions polars, però estan absents en algunes illes com Grenlàndia, Islàndia i Hawaii. Els gèneres Tabanus, Chrysops i Haematopota es troben en zones temperades, subtropicals i tropicals, però Haematopota està absent d'Austràlia i Sud-amèrica. Es donen sobretot en zones càlides amb llocs humits adequats per a la cria, però també ocupen una àmplia gamma d’hàbitats, des de deserts fins a praderies alpines. Es troben des del nivell del mar fins a almenys 3,300 m (10,800 ft) Necessiten sòls humits per al desenvolupament inicial dels ous, larves i pupes. Com a adults, requereixen la presència d'animals, preferentment grans. Es presenten com una plaga en hipòdroms o camps de golf; el seu control és molt difícil i requereix l’aplicació de repel·lents químics sobre animals i persones.

## Morfologia
Els sexes en els adults es poden diferenciar perquè els ulls son junts sobre el cap en els mascles i separats en les femelles. Les antenes tenen 3 segments. El segment terminal és anul·lat. Els ocels són absents. Els palps maxil·lars tenen un o dos segments. Els ulls són grans i generalment iridescents sovint adjacents a la base de les antenes.

## Reproducció
L'aparellament sovint es produeix en eixams, generalment en punts de referència com els cims de turons. L’estació de l’any, el moment del dia i el tipus de punt de referència utilitzat per als eixams d’aparellament són específics de cada espècie.

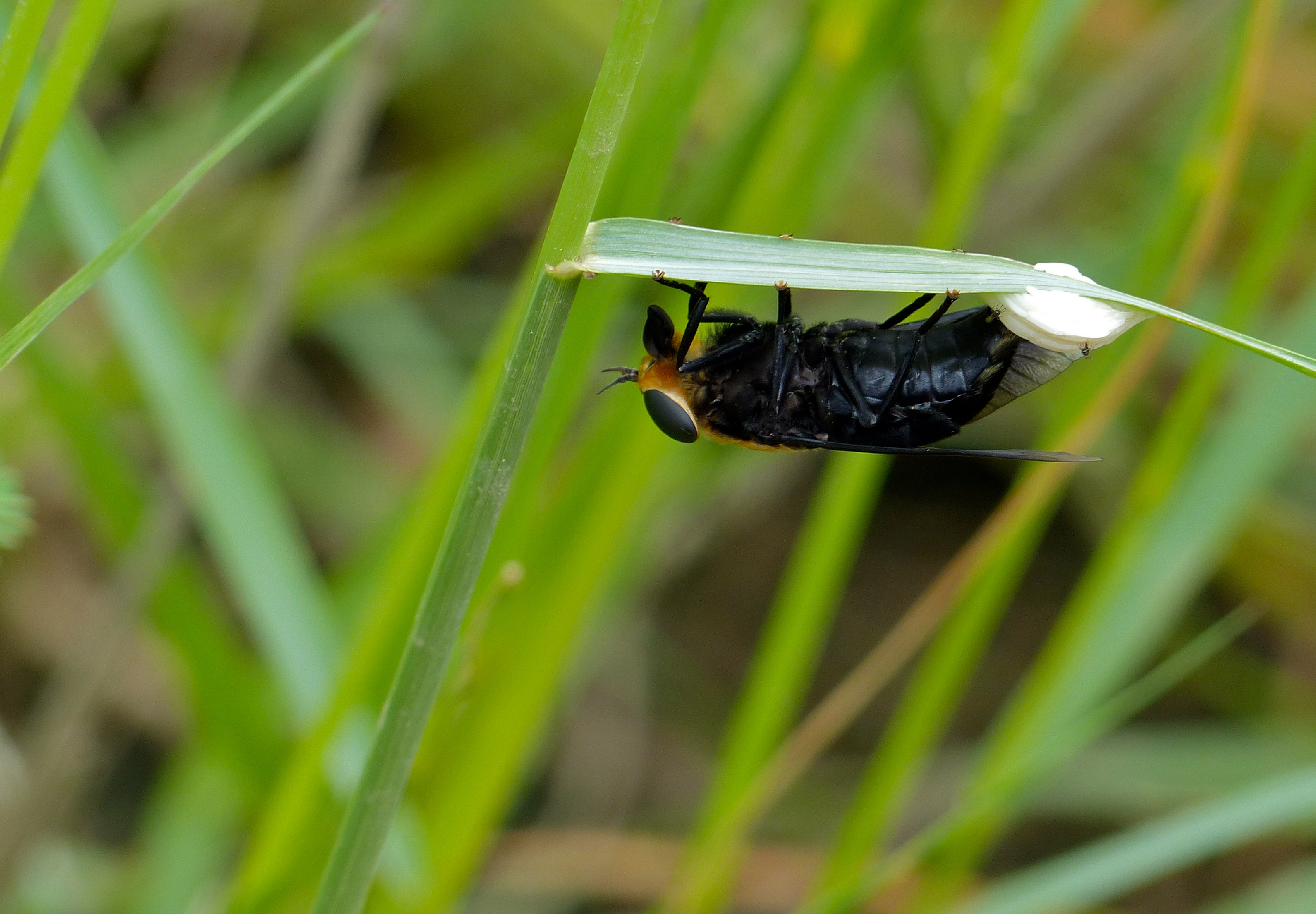
Femella de tàvec ponent ous

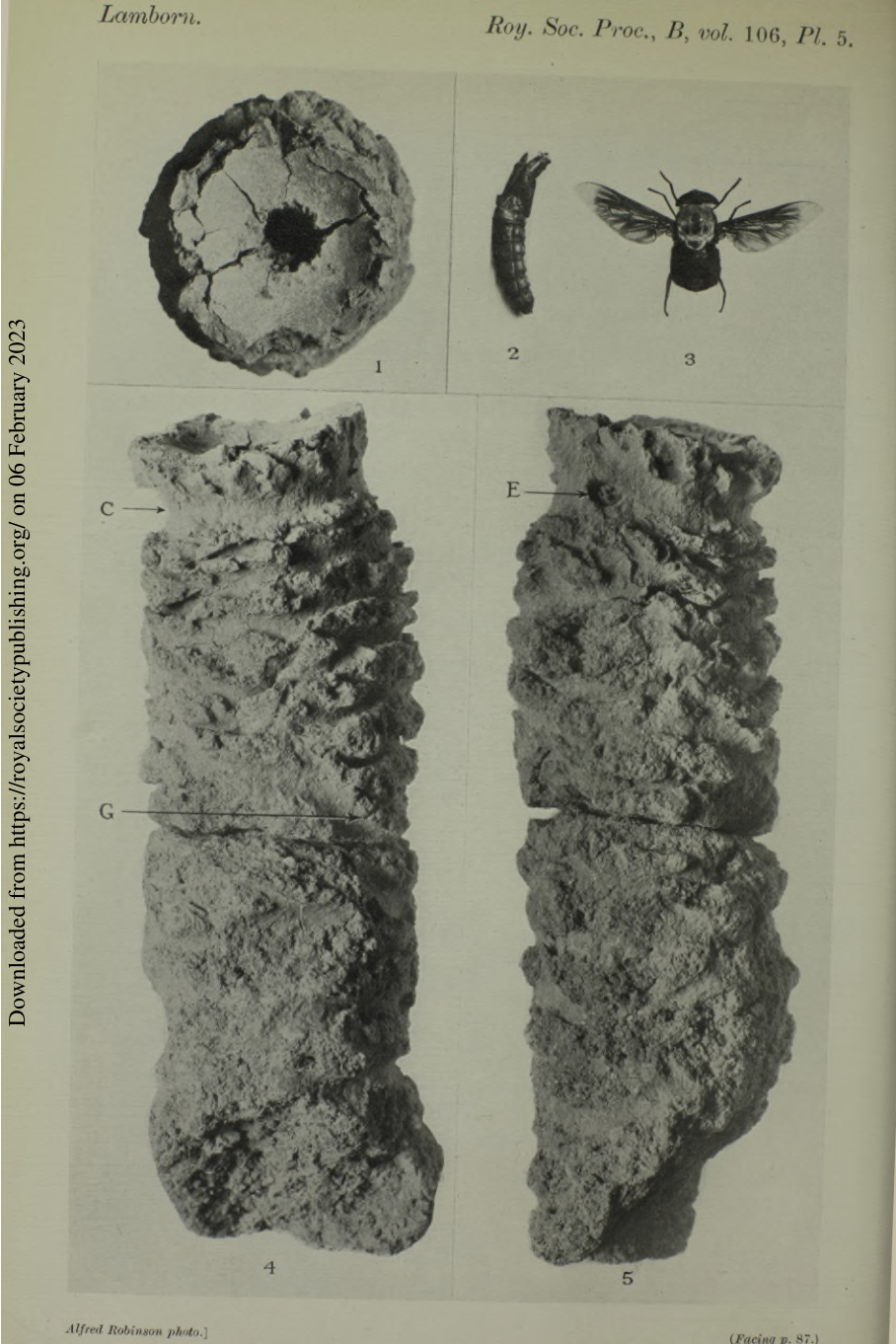
Un cilindre de fang creat per un tàvec abans de fer la pupa

Són holometàbols, presentant fases larvals i adultes diferenciades. Les postes solen ser massives, de 100 a 1.000 ous cilíndrics, que mesuren 1 - 2,5 mm. Ponen els ous prop de zones riques en vegetació i molt sovint també humides, Inicialment, són blancs, però s’enfosqueixen amb el temps. Fan eclosió al cap d’uns cinc-sis dies, i les larves emergents utilitzen una espina especial per obrir la closca de l’ou. Les larves cauen a l’aigua o al terra humit de sota. Les espècies de Chrysops es desenvolupen en llocs particularment humits, mentre que les espècies de Tabanus prefereixen zones més seques.
Les larves són cucs sense potes, estrets en ambdós extrems. Tenen un cap petit, 11 o 13 segments i muden entre sis i tretze vegades al llarg d’un any o més. En les espècies més grosses aquesta fase pot durar fins a tres anys. En espècies temperades, passen per un període de quiescència durant l’hivern (diapausa), mentre que en espècies tropicals es reprodueixen diverses vegades l’any. La majoria són de color blanc, però algunes poden ser verdoses o marronoses, amb bandes fosques a cada segment. Disposen d’un sifó (espiracle) respiratori a l’extrem posterior, que els hi permet obtenir oxigen atmosfèric quan estan submergides a l’aigua.
Les larves de gairebé totes les espècies són carnívores, sovint caníbals en captivitat, i s’alimenten de cucs, larves d’insectes i altres artròpodes. Poden ser parasitades per nematodes, mosques de les famílies Bombyliidae i Tachinidae, i himenòpters de la família Pteromalidae. Quan estan completament desenvolupades, es desplacen cap a un sòl més sec, a prop de la superfície, per pupant.
En llocs secs, es va descobrir una adaptació biològica "remarcable" a la dècada de 1920 per W.A. Lamborn a Malawi (aleshores Nyasaland). Es va observar que les larves perforaven el fang en moviment espiral mentre encara era humit i plàstic, formant un cilindre compartimentat al centre del qual la larva es col·locava per pupar després de tancar l'entrada. Aquesta adaptació protegeix les pupes contra les esquerdes del fang quan s'asseca, ja que una esquerda que s’expandeix canvia de direcció en topar amb la paret del cilindre.
Quan ha de crear la pupa l'animal sol migrar menys de 10 cm cercant un lloc més sec. La pupa és d'un color marronós amb l'extrem apical arrodonit. Aquesta fase sol durar de 2 a 3 setmanes. Les pupes són de color marró i brillants, arrodonides a l’extrem del cap i afilades a l’altre extrem. S’hi poden distingir els esborranys de les ales i les extremitats, i cada segment abdominal està vorejat per petites espines. Després d’uns dos setmanes, la metamorfosi es completa, la coberta pupal es trenca per la zona del tòrax i emergeix la mosca adulta.
Els mascles solen aparèixer primer, però quan ambdós sexes han emergit, es produeix l’aparellament, que comença a l’aire i finalitza a terra. La femella necessita alimentar-se de sang abans de dipositar la seva posta d’ous.

## Dieta
El tàvecs adults s'alimenten de nèctar i pol·len, però les femelles necessiten alimentar-se de sang per a la formació dels ous. Els mascles no tenen les mandíbules adaptades per a picar ni per a alimentar-se de sang. La majoria de femelles de tàvec s'alimenten de sang de mamífers, però algunes espècies s'alimenten d'aus, amfibis o rèptils.

## Picades
Les picades dels tàvecs poden ser doloroses per als humans. A diferència d'altres insectes hematòfags que xuclen la sang mitjançant aparells xucladors de punció i eviten la seva detecció, ja que actuen amb poca llum, fent poc soroll i amb unes mides menors; els tàvecs tenen mandíbules similars a petites simitarres dentades, que utilitzen per extreure i / o seccionar la carn. Això fa que la sang es filtri a través de la ferida per capil·laritat.
El modus operandi dels tàvecs és menys discret que el dels mosquits, encara que continua tractant d'escapar abans que el dolor causat arribi a ser plenament conscient per la víctima. D'altra banda, el dolor de la picada d'un tàvec pot fer que la víctima es preocupi més d'avaluar i reparar la ferida, que pot trobar i espantar l'ofensor. Les mossegades provoquen molta picor, de vegades causant una gran inflamació si no es tracta ràpidament, i poden mossegar més d'un cop. Els tàvecs són capaços de picar a través d'un suèter lleuger o calçat fi.
Normalment, es forma una pàpula (zona elevada de la pell) al voltant de la picada; altres símptomes poden incloure urticària (erupció cutània), mareig, debilitat, sibilàncies i angioedema (inflor temporal, picors i de color rosat o vermell al voltant dels ulls o els llavis). Algunes persones poden experimentar una reacció al·lèrgica.
El Servei Nacional de Salut del Regne Unit recomana rentar la zona afectada i aplicar-hi una compresa freda. S’ha d’evitar gratar-se la ferida en tot moment, i es pot aplicar una preparació amb antihistamínics. En la majoria dels casos, els símptomes desapareixen al cap de poques hores, però si la ferida s’infecta, cal buscar atenció mèdica.

## Depredadors i paràsits

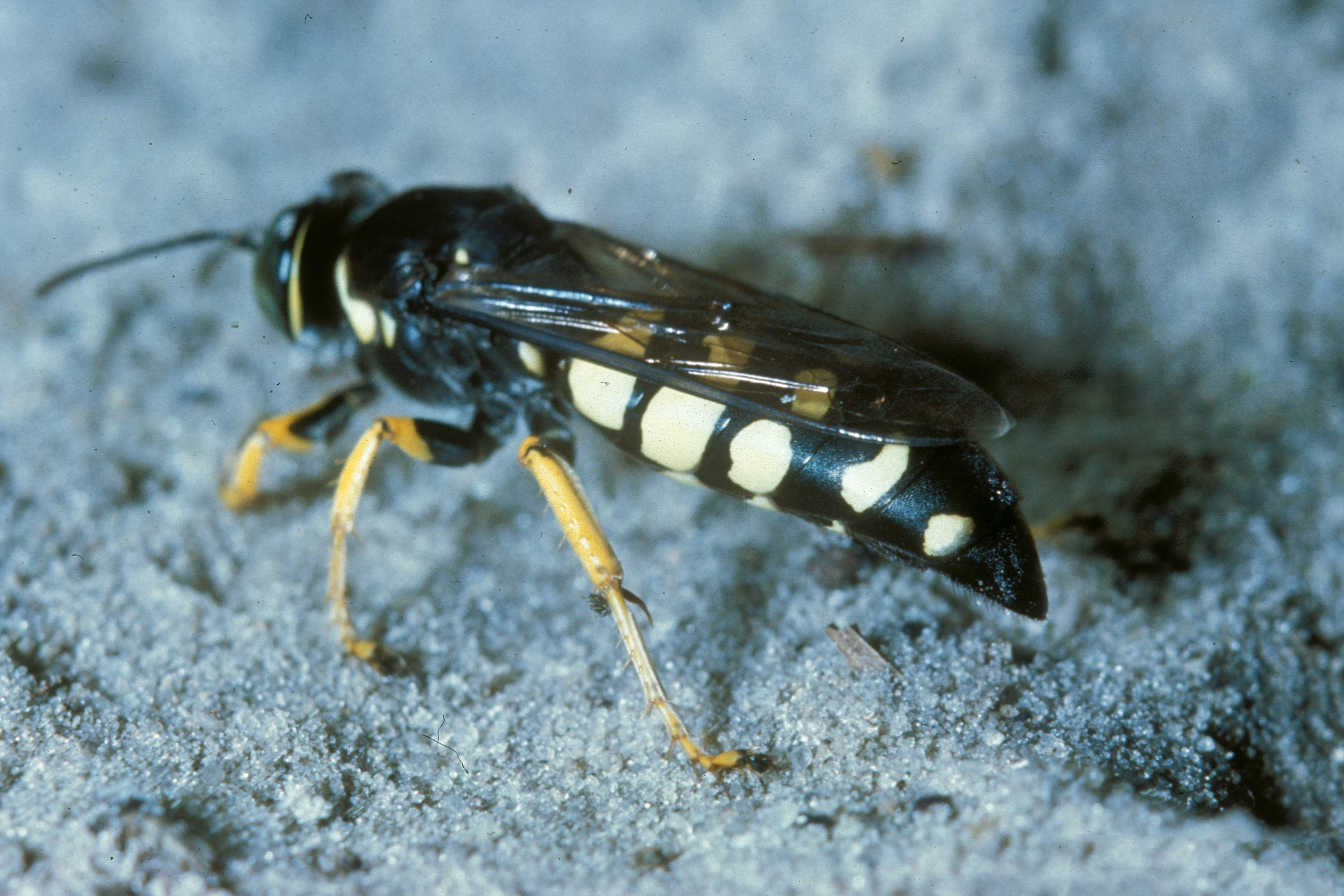
Stictia carolina atrapa tàvecs per aprovisionar les seves cries en un niu.

Els ous solen ser atacats per petites vespes paràsites, i les larves són consumides per aus, a més de ser parasitades per mosques taquínides, fongs i nematodes Els adults són consumits per depredadors generalistes com les aus, i alguns depredadors especialitzats, com la vespa guardacaball (una vespa bembicínida), també ataquen preferentment els tavans, capturant-los per aprovisionar els seus nius.

## Salut pública
Les malalties de transmissió sanguínia, en particular, són un problema. Els tàvecs són molt bons vectors de virus de l'anèmia infecciosa equina, així com algunes espècies de Tripanosoma. Algunes espècies tàvec se sap que transmeten malalties i / o paràsits amb les seves mossegades; a Rússia i EUA s'ha constat que transmeten Francisella tularensis. Les espècies del gènere Chrysops són vectors biològics de Loa loa, cuc que causa filariosi entre els éssers humans. També poden transmetre carboncle entre el bestiar boví i oví.
La pèrdua de sang és un problema comú en alguns animals, quan les mosques adultes són abundants. Alguns animals arriben a perdre fins a 300 ml de sang en un sol dia, afeblint-los greument o fins i tot matant-los.
S'han reportat casos anecdòtics de picades que han provocat una anafilaxi fatal en humans, un fet extremadament rar.

### Control
El control dels tàvecs és difícil. Sovint s'utilitzen parany Malaise per capturar-les, i aquests poden ser modificats amb l'ús d'esquers i substàncies per atreure'ls que inclouen diòxid de carboni o octenol. Una bola fosca i brillant suspesa per sota del parany que es mou amb la brisa també pot atraure-les i forma part clau d'un "parany Manitoba" modificat, utilitzat sovint per capturar i estudiar els Tabanidae. Es pot tractar el bestiar amb piretroides en aplicació per contacte per repel·lir les mosques, i l'ús de collars o marcatges impregnats amb insecticides ha demostrat tenir un cert èxit en l'eliminació d'aquests insectes.

## El tàvec a la cultura
Els tàvecs intervenen en molts mites causant molèsties i fins i tot danys irreparables. Hera, la soferta i rancorosa muller de l'infidel Zeus, envià un tàvec per a mortificar a Ió després que Zeus tingués un afer amorós amb ella. També Hera per a molestar Hèracles després que aquest robés el bestiar de Gerió, va enviar un tàvec per a picar els caps de bestiar. Altre cop a la mitologia grega, Zeus envià un tàvec que piqués al Pegàs quan Bel·lerofont pretenia arribar a l'Olimp. Ja en els mites de l'Antic Testament, Déu envià una plaga de tàvecs en una de les set plagues d'Egipte que medià a través de Moisès.
Ja dins la història Plató anomena, al diàleg Eutifró, a Sòcrates com el "tàvec d'Atenes".

## Galeria

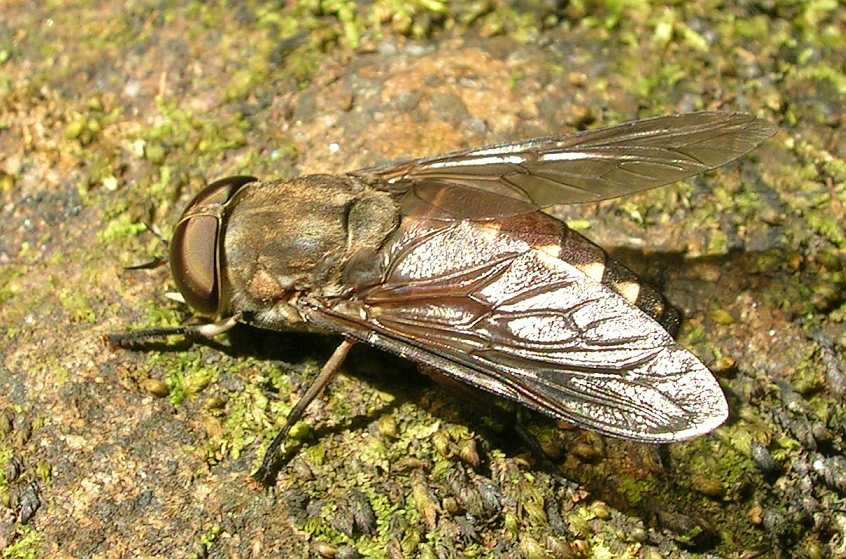
Un tabànid dels Ghats Occidentals.
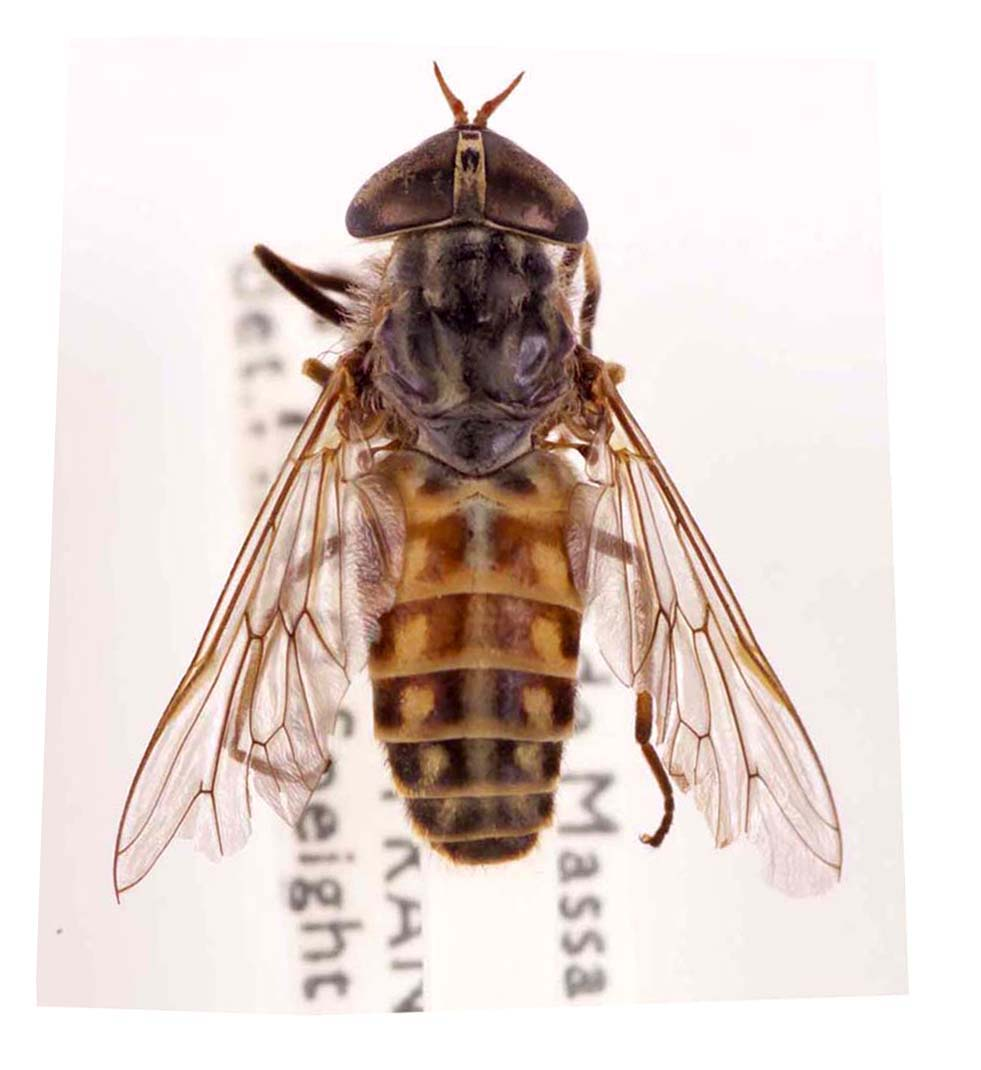
Tabanus glaucops (França).
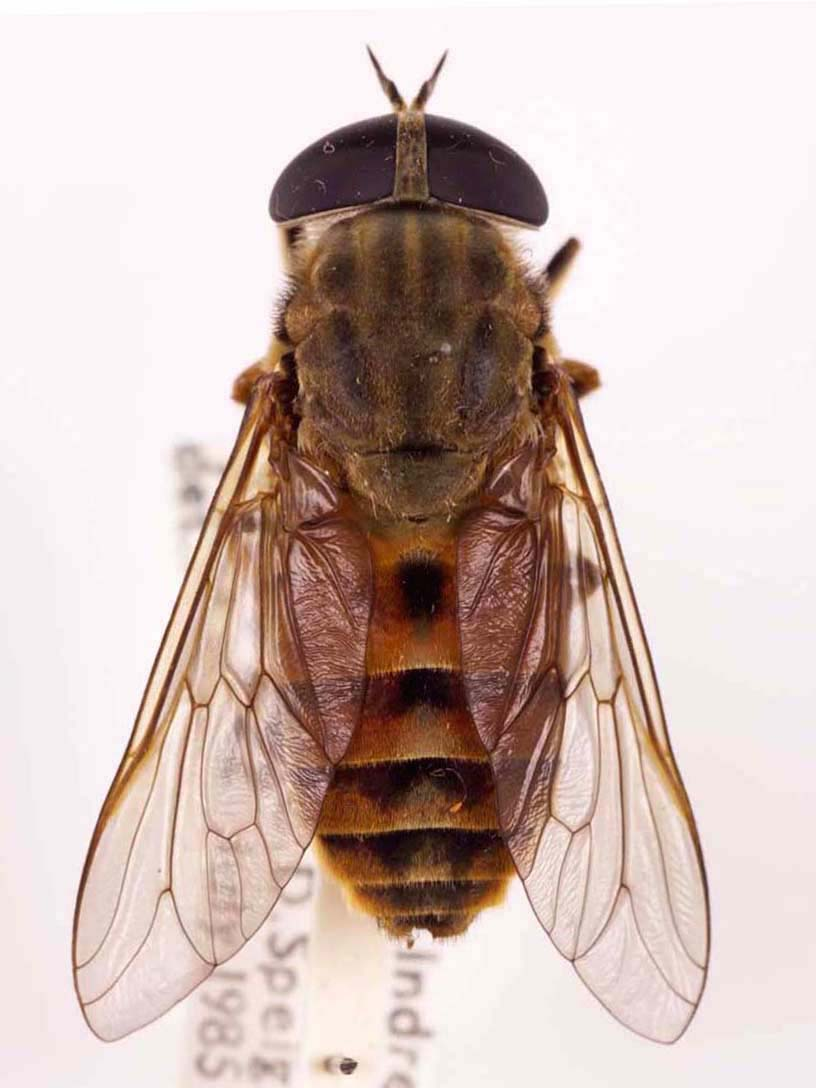
Tabanus eggeri (França).
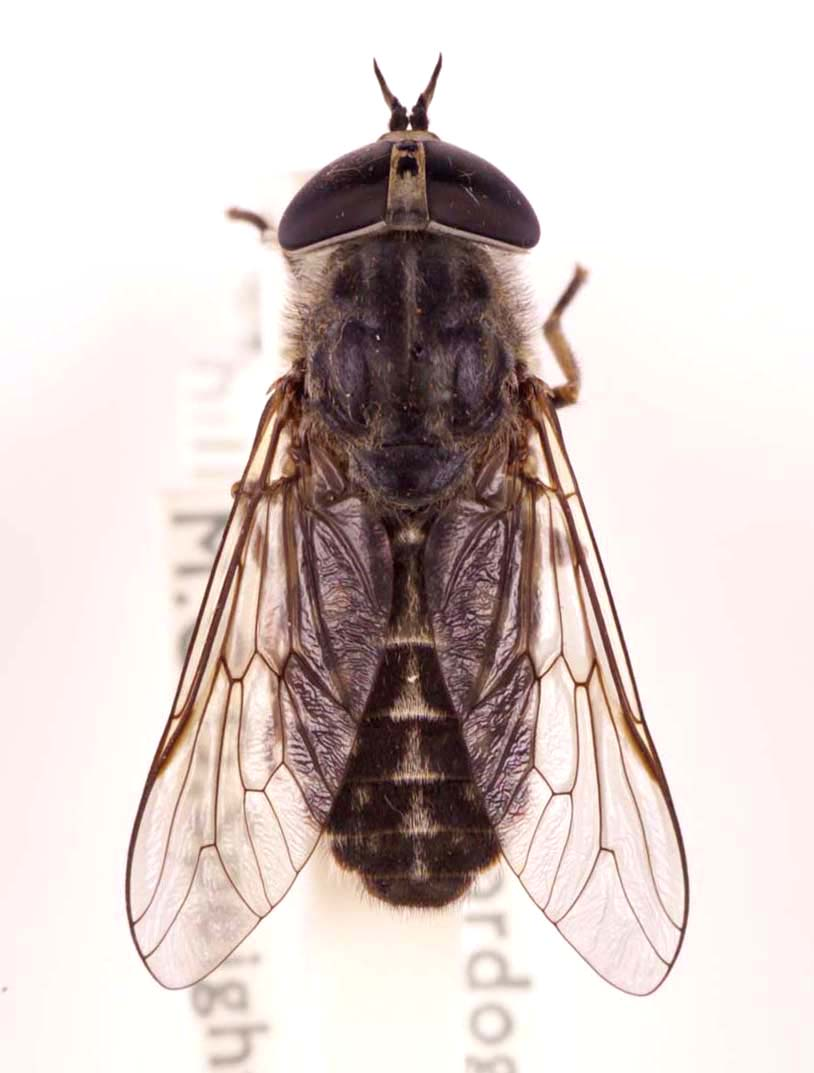
Tabanus unifasciatus (França).